# Jaap Eden Trofee 1980
10e Jaap Eden Trofee 1980 was een schaatsmarathon. Het is de tiende editie van de Jaap Eden Trofee die werd gehouden op zaterdag 8 november 1980 en plaatsvond op de Jaap Edenbaan in Amsterdam. Er was nog geen editie voor de vrouwen. De winnaar van de tiende editie was Henk Portengen, die na zijn overwinningen in 1971, 1972 en 1975 voor de vierde keer de Trofee wint en op eenzame hoogte staat. Het zilver was voor Co Giling en het brons voor Jos Pronk.

## Podia
| Klasse             | Eerste         | Tweede    | Derde     |
| ------------------ | -------------- | --------- | --------- |
| Top-divisie mannen | Henk Portengen | Co Giling | Jos Pronk |

## Uitslag Top-divisie mannen[1]
| #      | Rijder              | Nationaliteit | Ploeg | Ronde |
| ------ | ------------------- | ------------- | ----- | ----- |
| Goud   | Henk Portengen      | Nederland     |       |       |
| Zilver | Co Giling           | Nederland     |       |       |
| Brons  | Jos Pronk           | Nederland     |       |       |
| 4      | Jan Kooiman         | Nederland     |       |       |
| 5      | Arie Eriks          | Nederland     |       |       |
| 6      | Theun Busser        | Nederland     |       |       |
| 7      | Jan Kroon           | Nederland     |       |       |
| 8      | Atty Duijn          | Nederland     |       |       |
| 9      | Dries van Wijhe     | Nederland     |       |       |
| 10     | Jos Niesten         | Nederland     |       |       |
| 11     | Marten Hoekstra     | Nederland     |       |       |
| 12     | Jeen van den Berg   | Nederland     |       |       |
| 13     | Jan Roelof Kruithof | Nederland     |       |       |
| 14     | Jaap Jonkman        | Nederland     |       |       |
| 15     | Wim Vos             | Nederland     |       |       |
| 16     | Alex Janssen        | Nederland     |       |       |
| 17     | Gerard Albers       | Nederland     |       |       |
| 18     | Piet Bloedjes       | Nederland     |       |       |
| 19     | Dirk Maarssen       | Nederland     |       |       |

1971 · 
1972 · 
1973 ·
1974 · 
1975 · 
1976 · 
1977 · 
1978 · 
1979 · 
1980 · 
1981 · 
1982 · 
1983 · 
1984 · 
1985 · 
1986 · 
1987 · 
1988 · 
1989 · 
1990 · 
1991 · 
1992 · 
1993 · 
1994 · 
1995 · 
1996 · 
1997 · 
1998 · 
1999 · 
2000 · 
2001 · 
2002 · 
2003 · 
2004 · 
2005 · 
2006 · 
2007 · 
2008 · 
2009 · 
2010 · 
2011 · 
2012 · 
2013 · 
2014 · 
2015 · 
2016 · 
2017 · 
2018 · 
2019 · 
2020 ·  
2021 · 
2022 · 
2023 · 
2024